# سیلینا جانسون
سیلینا جانسون (انگلیسی: Syleena Johnson؛ زادهٔ ۲ سپتامبر ۱۹۷۶) یک خواننده، ترانه‌سرا، مانکن و هنرپیشه اهل ایالات متحده آمریکا است. وی از سال ۱۹۹۷ میلادی تاکنون مشغول فعالیت بوده‌است.